# Medalla del Servei de Defensa Distingit
La Medalla del Servei de Defensa Distingit (anglès: Defense Distinguished Service Medal) és una condecoració de les Forces Armades dels Estats Units, atorgada per la realització excepcionalment distingida del deure en la contribució a la seguretat nacional o la defensa dels Estats Units. Va ser instituïda pel President Richard Nixon el 9 de juliol de 1970 mitjançant l'Ordre Executiva 11545.
És atorgada als oficials d'alt rang que realitzen un servei excepcionalment meritori en un càrrec de gran responsabilitat amb el Secretari de Defensa, la Junta de Caps d'Estat, comandaments especials en una Agència de Defensa o per altres activitats designades pel Secretari de Defensa.
També pot ser atorgada a oficials superiors, les contribucions directes i individuals dels quals a la seguretat nacional o a la defensa hagin sigut excepcionals en comparació a les contribucions dels seus iguals o a les associades amb la seva posició.
Es tracta de la màxima condecoració americana en temps de pau. Normalment és atorgada al Cap i al Segon de la Junta de Caps d'Estat Major, els Caps i Segons dels Serveis, així com als Comandants i Adjunts de certs comandaments unificats, els deures dels quals els porten a treballar directament amb el Secretari de Defensa i d'altres oficials superiors.
Aquesta medalla té precedència sobre la resta de Medalles del Servei Distingit de qualsevol dels altres serveis, i no es pot atorgar per un període de servei pel qual una Medalla de Servei Distingit s'atorgui.
Les concessions posteriors s'indiquen mitjançant fulles de roure.

## Disseny
La medalla és de color or, i a l'anvers mostra un pentàgon que apunta cap a dalt en esmalt blau. Sobre del pentàgon hi ha una àliga calba amb les ales esteses, mirant cap a l'esquerra i agafant 3 tres fletxes a les urpes.
El pentàgon i l'àliga queden envoltats per un cercle, consistent a la part inferior per una corona de llorer a l'esquerra i d'olivera a la dreta, que es transforma en 13 estrelles de 5 puntes a la part superior.
Al revers hi ha la inscripció a la part superior "For Distinguished Service" (Pel Servei Distingit) i a sota "From The Secretary of Defense To," (Del Secretari de Defensa A,): 
Penja d'una cinta amb una franja blava, una franja groga i al mig una vermella, l'amplada de la qual és la meitat que la de les altres.